# Бенкс Тауншип (округ Карбон, Пенсільванія)
Бенкс Тауншип (англ. Banks Township) — селище (англ. township) в США, в окрузі Карбон штату Пенсільванія. Населення — 1164 особи (2020).

## Демографія
Згідно з переписом 2010 року, у селищі мешкали 1262 особи в 543 домогосподарствах у складі 342 родин. Було 611 помешкання
Расовий склад населення:
| - 97,6 % — білих - 0,8 % — азіатів - 0,5 % — чорних або афроамериканців |

До двох чи більше рас належало 0,6 %. Частка іспаномовних становила 2,0 % від усіх жителів.
За віковим діапазоном населення розподілялося таким чином: 19,7 % — особи молодші 18 років, 59,2 % — особи у віці 18—64 років, 21,1 % — особи у віці 65 років та старші. Медіана віку мешканця становила 45,7 року. На 100 осіб жіночої статі у селищі припадало 94,2 чоловіків;  на 100 жінок у віці від 18 років та старших — 88,5 чоловіків також старших 18 років.
Середній дохід на одне домашнє господарство  становив 47 875 доларів США (медіана — 39 219), а середній дохід на одну сім'ю — 55 052 долари (медіана — 49 063). Медіана доходів становила 45 227 доларів для чоловіків та 34 034 долари для жінок. За межею бідності перебувало 12,8 % осіб, у тому числі 22,4 % дітей у віці до 18 років та 6,1 % осіб у віці 65 років та старших.
Цивільне працевлаштоване населення становило 520 осіб. Основні галузі зайнятості: виробництво — 23,1 %, освіта, охорона здоров'я та соціальна допомога — 21,2 %, транспорт — 13,8 %, роздрібна торгівля — 11,0 %.